# IC 382
IC 382 — галактика типу Sc (компактна спіральна галактика) у сузір'ї Ерідан.
Цей об'єкт міститься в оригінальній редакції індексного каталогу.